# Schoeniophylax phryganophilus
A Schoeniophylax phryganophilus a madarak (Aves) osztályának verébalakúak (Passeriformes) rendjébe és a fazekasmadár-félék (Furnariidae) családjába tartozó Schoeniophylax nem egyetlen faja.

## Előfordulása
Argentína, Uruguay, Paraguay, Bolívia és Brazília területén honos.

## Alfajai
- Schoeniophylax phryganophilus phryganophilus petersi Pinto, 1949
- Schoeniophylax phryganophilus phryganophilus (Vieillot, 1817)

## Külső hivatkozások
- Képek az interneten a fajról
- Internet Bird Collection - videók a fajról
- Xeno-canto.org - a faj hangja és elterjedési területe